# Trzech kumpli
Trzech kumpli – polski film dokumentalny z 2008 w reżyserii Anny Ferens i Ewy Stankiewicz opisujący losy Bronisława Wildsteina, Lesława Maleszki i Stanisława Pyjasa.
Film składa się z fabularyzowanej rekonstrukcji wydarzeń z okresu śmierci Stanisława Pyjasa oraz z wywiadów z ludźmi, którzy się z nim przyjaźnili, znali go, lecz także z oficerami Służby Bezpieczeństwa, którzy zajmowali się inwigilacją środowiska opozycji. Dokument demaskuje Lesława Maleszkę jako donosiciela, chętnie współpracującego z bezpieką, także już po tragicznej śmierci Pyjasa. Film wywołał żywe dyskusje; doprowadził też do zakończenia współpracy „Gazety Wyborczej” z Lesławem Maleszką.
Europoseł Bogusław Sonik, mąż występującej w filmie Liliany Sonik, zorganizował pokaz w Parlamencie Europejskim w dniu 18 listopada 2009 roku. Zdaniem europosła, dokument wpisuje się w opowieść o tym, czym był reżim komunistyczny i czym było stawianie mu oporu (...). Ten film pokazuje, że brak rozliczenia się z przeszłością i nazwania tego, co jest złem, ciąży na życiu publicznym.

## Obsada aktorska
W scenach fabularyzowanych wystąpili:
- Wojciech Wachuda jako Bronisław Wildstein
- Mariusz Duda jako Stanisław Pyjas
- Andrzej Poniedziałek jako Lesław Maleszka
- Maja Barełkowska jako kobieta
- Michał Kościuk jako Henryk
- Janusz Zając jako mężczyzna
- Jarosław Widocki jako oficer SB
- Krzysztof Drozdowski jako Staszek Pietraszko
- Jerzy Madej
- Damian Ruta
- Katarzyna Witczak
- Jakub Leśniak
- Dawid Batko
- Elżbieta Czyż
- Norbert Czajor
- Jacek Nowak
- Mariusz Baściuk
- Adam Kozera
- Jerzy Szewczyk
- Karol Wolski
- Rafał Osiniak
- Dariusz Klimonda
- Sebastian Kaczor
- Dave Kranzelbinder
- Michał Chady
- Mirosław Kaleta

## Nagrody
Sam film, lub jego twórcy, bezpośrednio za jego realizację, otrzymali nagrody:
- Główna nagroda festiwalu RomaFictionFest (Rzym) w kategorii najlepszy film dokumentalny za rok 2009[4];
- Nagroda im. Dariusza Fikusa w kategorii twórcy w mediach za rok 2008 – dla Anny Ferens, Ewy Stankiewicz i Bronisława Wildsteina[5];
- Nagroda im. Andrzeja Woyciechowskiego w kategorii najlepszy materiał dziennikarski za rok 2008 – dla Anny Ferens i Ewy Stankiewicz[6];
- Nagroda Główna Wolności Stowarzyszenia Dziennikarzy Polskich za rok 2008 – dla Anny Ferens i Ewy Stankiewicz[7];
- Nagroda specjalna jury Festiwalu Filmu Polskiego w Chicago za rok 2008[8];
- Nagroda publiczności Festiwalu Filmu Polskiego w Ann Arbor za rok 2008[9].